# Liste der Monuments historiques in Mont-Saint-Jean (Côte-d’Or)
Die Liste der Monuments historiques in Mont-Saint-Jean führt die Monuments historiques in der französischen Gemeinde Mont-Saint-Jean auf.

## Liste der Immobilien
| Bezeichnung                | Beschreibung | Standort                                               | Kennzeichnung | Schutzstatus   | Datum     | Bild           |
| -------------------------- | --- | ------------------------------------------------------ | ------------- | -------------- | --------- | -------------- |
| Croix Grognot              | Monumentalkreuz; Kalkstein, bezeichnet 1818 | Mont-Saint-Jean, östlich der Burg im Burggraben (Lage) | PA00112560    | Inscrit        | 1936      |                |
| Hospital                   | um 1200 als Maison Dieu gegründet | Mont-Saint-Jean, rue des Bergeries (Lage)              | PA00112562    | Classé         | 1976      | weitere Bilder |
| Priorat St-Pierre          | Benediktinerpriorat, im 12. Jahrhundert gegründet, nach der Französischen Revolution aufgelöst und 1791 als Nationalgut verkauft; Ruine der Kirche St-Pierre, erste Hälfte des 12. Jahrhunderts, Taubenturm, 16. Jahrhundert | Glanot, 39 rue de Glanot (Lage)                        | PA00112563    | Classé Inscrit | 1987      |                |
| Château de Mont-Saint-Jean | Burg, ab dem 10. Jahrhundert; mit den Befestigungswällen des 15. bis 17. Jahrhunderts | Mont-Saint-Jean, allée des Promenades (Lage)           | PA00112559    | Classé Inscrit | 1930 1936 | weitere Bilder |
| Kirche St-Jean-Baptiste    | ehemalige Burgkapelle, 12. Jahrhundert, Mitte des 15. Jahrhunderts zur Pfarrkirche ausgebaut | Mont-Saint-Jean, allée des Promenades (Lage)           | PA00112561    | Inscrit        | 1927      | weitere Bilder |

## Liste der Objekte
| Bezeichnung                              | Beschreibung                                                  | Standort                                               | Kennzeichnung | Schutzstatus | Datum | Bild |
| ---------------------------------------- | ------------------------------------------------------------- | ------------------------------------------------------ | ------------- | ------------ | ----- | ---- |
| Skulptur eines Bischofs (1)              | Kalkstein, farbig gefasst, 15. Jahrhundert                    | Mont-Saint-Jean, in der Kirche St-Jean-Baptiste (Lage) | PM21001523    | Classé       | 1912  |      |
| Skulptur Heiliger Antonius der Große (1) | Kalkstein, farbig gefasst, 15. Jahrhundert                    | Mont-Saint-Jean, in der Kirche St-Jean-Baptiste (Lage) | PM21001524    | Classé       | 1912  |      |
| Skulptur Petrus                          | Kalkstein, 15. Jahrhundert                                    | Mont-Saint-Jean, in der Kirche St-Jean-Baptiste (Lage) | PM21001525    | Classé       | 1912  |      |
| Skulptur Paulus                          | Kalkstein, 15. Jahrhundert                                    | Mont-Saint-Jean, in der Kirche St-Jean-Baptiste (Lage) | PM21001526    | Classé       | 1912  |      |
| Kreuzigungsretabel                       | Kalkstein, 16. Jahrhundert                                    | Mont-Saint-Jean, in der Kirche St-Jean-Baptiste (Lage) | PM21001527    | Classé       | 1912  |      |
| Reliquientruhe der heiligen Pelagia      | Holz, 17. Jahrhundert                                         | Mont-Saint-Jean, in der Kirche St-Jean-Baptiste (Lage) | PM21001528    | Classé       | 1912  |      |
| Skulptur Heilige Pelagia                 | Holz, farbig gefasst, 18. Jahrhundert                         | Mont-Saint-Jean, in der Kirche St-Jean-Baptiste (Lage) | PM21001529    | Classé       | 1912  |      |
| Skulptur Madonna mit Kind                | Kalkstein, 16. Jahrhundert                                    | Mont-Saint-Jean, in der Kirche St-Jean-Baptiste (Lage) | PM21001530    | Classé       | 1919  |      |
| Skulptur eines Bischofs (2)              | Kalkstein, farbig gefasst, 15. Jahrhundert                    | Mont-Saint-Jean, in der Kirche St-Jean-Baptiste (Lage) | PM21001531    | Classé       | 1931  |      |
| Glocke                                   | Bronze, 1712 gegossen                                         | Mont-Saint-Jean, in der Kirche St-Jean-Baptiste (Lage) | PM21001532    | Classé       | 1943  |      |
| Skulptur Heiliger Sebastian              | Kalkstein, farbig gefasst, 16. Jahrhundert                    | Mont-Saint-Jean, in der Kirche St-Jean-Baptiste (Lage) | PM21001533    | Classé       | 1960  |      |
| Skulptur Heiliger Laurentius             | Kalkstein, farbig gefasst, zweite Hälfte des 15. Jahrhunderts | Fleurey, in der Kapelle Ste-Pétronille (Lage)          | PM21001534    | Classé       | 1976  |      |
| Pietà                                    | Kalkstein, farbig gefasst, Anfang des 16. Jahrhunderts        | Fleurey, in der Kapelle Ste-Pétronille (Lage)          | PM21004873    | Inscrit      | 2013  |      |
| Skulptur Heiliger Antonius der Große (2) | Stein oder Holz, farbig gefasst, Anfang des 16. Jahrhunderts  | Fleurey, in der Kapelle Ste-Pétronille (Lage)          | PM21004874    | Inscrit      | 2013  |      |